# Rozsos István (színművész)
Rozsos István (eredetileg Róth István; Nagyvárad, 1922. szeptember 14. – Budapest, 1963. február 17.) kétszeres Jászai Mari-díjas magyar színész. Felesége volt Géczy Dorottya színésznő.

## Élete
Szüleivel hétéves korában költöztek Szegedre. A szegedi piarista gimnáziumban érettségizett 1941-ben, ahol osztálytársával, a későbbi rendezővel, Horvai Istvánnal együtt önképzőköri darabokban szerepelt. Színésznek készült, de az akkori törvények (numerus clausus) ezt nem tették lehetővé. Így Budapestre költözött és reklámgrafikát tanult. A háború Szegeden érte. Szüleit elhurcolták, ő maga is munkaszolgálatba került. 1945-ben került vissza Szegedre, szüleit elveszítette. Először a szegedi Kamaraszínházban, majd a Városi Színházban játszott. Budapesten Darvas Szilárd és Gádor Béla Szabad Nép elnevezésű kabaréegyüttesével gyárakban, üzemekben, kultúrházakban szerepeltek.
Bárdos Artúr fedezte fel és szerződtette a Belvárosi Színházba. Az „Egy pohár víz” című darab ajtónálló szerepében aratott sikert és ismerte meg nevét a fővárosi közönség és a kritika. Mivel autodidaktaként került a pályára, elvégezte a Színiakadémia továbbképző tanfolyamát.
- További játszóhelyei:
  - 1946–1947 Magyar, Madách és Művész Színház
  - 1947–1949 Madách Színház
  - 1949–1950 Madách és Magyar Színház
  - 1950–1953 Ifjúsági Színház
  - 1954 Petőfi Színház
  - 1955–1960 Vidám Színpad
  - 1960–1963 Jókai Színház

## Halála
A háború okozta traumák feldolgozásában a sikerek nem segítették. Félt a rossz időtől, ősztől tavaszig nem szívesen mutatkozott a hűvös utcákon. „Ha novemberben kérdeznek tőlem valamit az utcán, erre csak tavasszal válaszolok” – adomázott keserűen barátai előtt. Felesége Géczy Dorottya volt. Elváltak, de baráti kapcsolatuk megmaradt. Tervezték, hogy ismét összeházasodnak. Betegségéből (poszttraumás stressz szindróma)[forrás?] fakadóan öngyilkos lett, kiugrott József Attila utcai, hatodik emeleti lakásának ablakából. Temetése napján színházában a legendás előadás, az Arisztokraták volt műsoron. Kosztya szerepét Besztercei Pál játszotta tovább.

## Színházi szerepei
- Brecht: Állítsátok meg Arturo Uit!... Gobbola
- Dosztojevszkij – Baty: Bűn és bűnhődés... Porfir
- Molnár Ferenc – Kellér Andor: A doktor úr... Bertalan
- Molnár F. – Török S.: A Pál utcai fiúk... Weisz
- Pagogyin: Arisztokraták... Kosztya
- Shaw: Pygmalion... Freddy
- Shakespeare: A makrancos hölgy... szabólegény
- Szigligeti Ede: Liliomfi... az ifjú Schwartz
- Vészi Endre: Don Quijote utolsó kalandja... herceg

## Filmszerepei
- Valahol Európában (1947)
- Úttörők (1949) nem mutatták be
- Janika (1949) – futár
- Ütközet békében (1951) – Kovács
- Első fecskék (1952) – Csete
- Költözik a hivatal (1953) – egyik műszaki rajzoló
- Kiskrajcár (1953) – az egyik jampec
- Föltámadott a tenger 1-2. rész (1953)
- Fel a fejjel (1954)
- Az élet hídja (1955) – az egyik jómódú, aki cinikusan áll az új híd felépüléséhez
- Tanár úr, kérem (1956)
- Az eltüsszentett birodalom (1956) – dalnok
- A csodacsatár (1956) – futbóliai újságíró
- Ünnepi vacsora (1956) – bolti eladó
- Éjfélkor (1957) – Emil[4]
- A tettes ismeretlen (1957)
- La Belle et le tzigane / A Fekete szem éjszakája (1958) francia/magyar film
- Don Juan legutolsó kalandja (1958)
- Micsoda éjszaka! (1958) – Csapodi Tomi, grafikus
- Májusi dal (1959) rövid játékfilm – vendéglős
- Fapados szerelem (1959)
- A megfelelő ember (1959) – Kenéz, Érckövi Lipót karrieriskolájának egyik növendéke
- Álmatlan évek (1959) – a Fehéregyházi Telekügynökség embere
- Felfelé a lejtőn (1959) – Frici
- Két emelet boldogság (1960) – rádióriporter
- Napfény a jégen (1961)
- Állítsátok meg Arturo Uit! (1962) tévéfilm
- Mici néni két élete (1962)
- Csudapest (1962)

## Szinkronszerepei
- Viborgi városrész (Vyborgskaya storona, 1939)
- Fiam, a tanár úr (Mio figlio professore, 1946)
- Hamupipőke (Cinderella, 1950) ...a nagyherceg
- Titkos megbízatás (Sekretnaya missiya, 1950)
- Római lányok (Le ragazze di Piazza di Spagna, 1952)
- Váratlan vendég (An Inspector Calls, 1954)
- Szökevények (Les évadés, 1955)
- Volt egyszer egy király (Byl jednou jeden král..., 1955)
- Santa Lucia hercegnője (La duchessa di Santa Lucia, 1959)
- Malachiás csodája (Das Wunder des Malachias, 1961)

## Rádió
A Magyar Rádió Hangarchívuma számos felvételét őrzi. Sok emlékezetes alakítása közül kiemeljük a Minden jegy elkelt című rádióoperettben nyújtott alakítását. Frenetikus sikert arattak Kiss Manyival, a „Hogyha rólam, édesem, minden izgatót tudnál” című rumba előadásával.
- Drzsics, Marin: Dundo Maroje (1958)

## Elismerései
- Jászai Mari-díj (1959, 1962)

## Méltatások

### Kazimir Károly

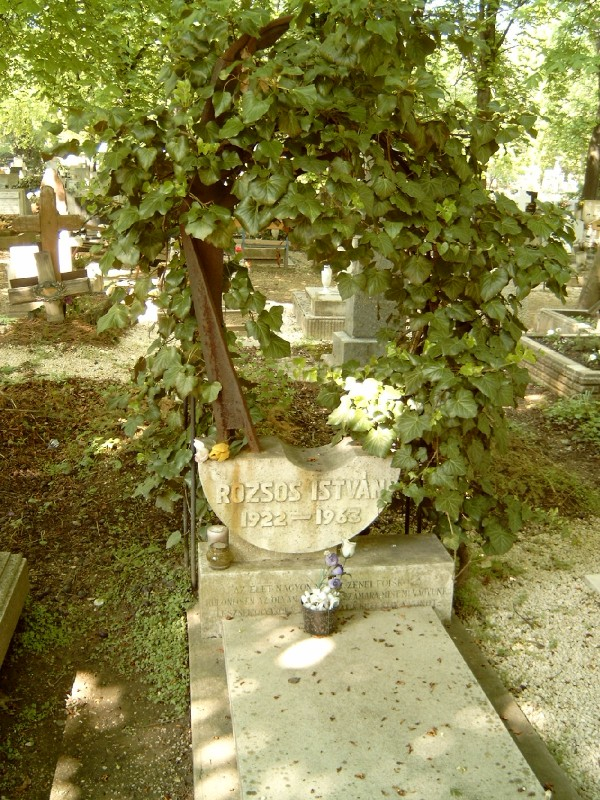
Rozsos István sírja Budapesten. Farkasréti temető: 49/5-1-3.

„Még növendékkoromban láttam őt először a Szegedi Kamaraszínházban – írja róla pályatársa, Kazimir Károly, majd így folytatja: – 1945 nagyon tiszta levegőjű tavaszán, a Kárász utcai korzón gyakran feltűnt derűt, önbizalmat árasztó alakja Horvai István és Pártos Géza társaságában. A kép így él bennem: meg-megállnak, nevetnek – ő viszi a szót, valószínűleg viccet mesél. Mi növendékek boldogok voltunk, ha szellemességének sziporkáiból részesülhettünk. Felnéztünk rá – irigyeltük is – tudtuk, hogy útja, még akkor is, ha ennek érdekében egy lépést sem tesz – Pest felé vezet. Iskolát, szabályokat felrúgó, rendhagyó indulás volt az övé – hogyne tiszteltük volna ezért. Már akkor megdöbbentett az, hogy sokszor érdekesebb, izgalmasabb volt az egyénisége, mint az író által megírt figura.”

### Színház című hetilap 1946. július 3.
„Rozsos István még Gábor Miklós mellett is feltűnik egyéni humorával, tehetségével, karakterisztikus arcjátékával. Külsőleg Törzs Jenő fiatalkori képeire emlékeztet, remélhetőleg a jövőben is sokszor fog még rá emlékeztetni és nemcsak külsőleg!”

## Róla szól
- Kocsis L. Mihály: Végszavazás a halállal